# Claudia Strobl
Claudia Strobl coniugata Traninger (Afritz, 4 novembre 1965) è una dirigente sportiva ed ex sciatrice alpina austriaca.

## Biografia

### Carriera sciistica
Slalomista pura in attività tra la fine degli anni 1980 e il decennio successivo, in Coppa del Mondo Claudia Strobl ottenne il primo piazzamento il 5 gennaio 1986 a Maribor (6ª), il primo podio il 21 dicembre dello stesso anno in Val di Zoldo (3ª), l'unica vittoria il 10 dicembre 1989 a Steamboat Springs e l'ultimo podio il 13 marzo 1990 a Vemdalen (3ª); in quella stagione 1989-1990 si piazzò al 2º posto nella classifica della Coppa del Mondo di slalom speciale, superata dalla vincitrice Vreni Schneider di 17 punti. Ai XVI Giochi olimpici invernali di Albertville 1992, sua unica presenza olimpica, non completò la gara; l'ultimo piazzamento della sua carriera fu il 24º posto ottenuto nello slalom speciale di Coppa del Mondo disputato il 9 gennaio 1994 ad Altenmarkt-Zauchensee. Non prese parte a rassegne iridate.

### Carriera dirigenziale
Il 6 luglio 2018 è stata eletta presidente della Federazione sciistica della Carinzia (LSVK) succedendo a Raimund Berger, prima donna a ricoprire tale incarico; il 20 giugno 2021 è stata eletta vicepresidente della Federazione sciistica dell'Austria (ÖSV).

## Palmarès

### Coppa del Mondo
- Miglior piazzamento in classifica generale: 13ª nel 1990
- 6 podi (tutti in slalom speciale):
  - 1 vittoria
  - 1 secondo posto
  - 4 terzi posti

#### Coppa del Mondo - vittorie
| Data             | Località          | Paese       | Specialità |
| ---------------- | ----------------- | ----------- | ---------- |
| 10 dicembre 1989 | Steamboat Springs | Stati Uniti | SL         |

Legenda:

SL = slalom speciale

### Campionati austriaci
- 4 medaglie[3]:
  - 2 ori (slalom speciale nel 1988; slalom speciale nel 1990)
  - 2 bronzi (slalom speciale nel 1987; slalom speciale nel 1989)